# Jan Nepomuk Hückel
Johann Nepomuk Hückel nebo též Jan Nepomuk Hückel (2. května 1779 Fulnek – 1835 Nový Jičín) byl kloboučníkem a cechmistr v Novém Jičíně. Byl nejstarší ze synů Josefa Johanna Hückela z Fulneku. Ze svého rodného města se Johann přestěhoval do Nového Jičína, kde byl roku 1799 přijat do kloboučnického cechu.
V roce 1805 si otevřel svou kloboučnickou dílnu a postupně získával vliv v místním kloboučnickém cechu. Do Nového Jičína se přistěhoval také jeho mladší bratr Augustin Thomas Hückel.